# Nothing's Gonna Stop Us Now
Singles de Starship
Before I Go
(1986) It's Not Over Til It's Over
(1987)
Nothing's Gonna Stop Us Now est une chanson écrite par Albert Hammond et Diane Warren et interprétée par le groupe Starship. Elle apparaît sur l'album No Protection, ainsi que dans la bande originale du film Mannequin. 
No 1 des ventes aux États-Unis et au Royaume-Uni, elle est nommée dans la catégorie « meilleure chanson originale » lors de la 60e cérémonie des Oscars, mais la récompense est décernée à (I've Had) The Time of My Life.

## Musiciens

### Starship
- Mickey Thomas : chant
- Grace Slick : chant
- Craig Chaquico : guitare
- Pete Sears : basse
- Donny Baldwin : batterie, chœurs

### Autres musiciens
- Narada Michael Walden : batterie
- Walter Afanasieff : claviers
- Corrado Rustici : guitare MIDI
- Bongo Bob : samples de batterie, percussions
- Kitty Beethoven, Jim Gilstrap : chœurs

## Postérité

### Utilisation dans d'autres œuvres
Une réorchestration de la chanson est utilisée en 2025 pour les bande-annonces diffusées au Super Bowl 2025 du film Thunderbolts* (rebaptisé par la suite *Les Nouveaux Avengers) du réalisateur Jake Schreier,,. La chanson apparait également au générique de fin du film,.